# Estação Vallejuelos
A Estação Vallejuelos é uma das estações do Metrocable de Medellín, situada em Medellín, entre a Estação Juan XXIII e a Estação La Aurora. Administrada pela Empresa de Transporte Masivo del Valle de Aburrá Limitada (ETMVA), faz parte da Linha J.
Foi inaugurada em 3 de março de 2008. Localiza-se no cruzamento da Carrera 104c com a Rua 61b. Atende o bairro Santa Margarita, situado na comuna de Robledo.